# 中国粮食工业公司
中国粮食工业公司（简称“中粮公司”）是抗日战争时期国民政府设立的在大后方经营粮食贸易的公营事业公司。

## 历史
1941年9月4日由国民政府粮食部、中央信托局、中国农民银行合股在重庆成立。粮食部长徐堪兼董事长，李润生、浦心雅、陈钟声任常务董事，江汉罗任总经理。1941年10月1日在重庆中正路中信大厦二楼正式成立。办理战时军粮民食加工制造，解决陪都粮食供应问题。